# Lingqu-Kanal

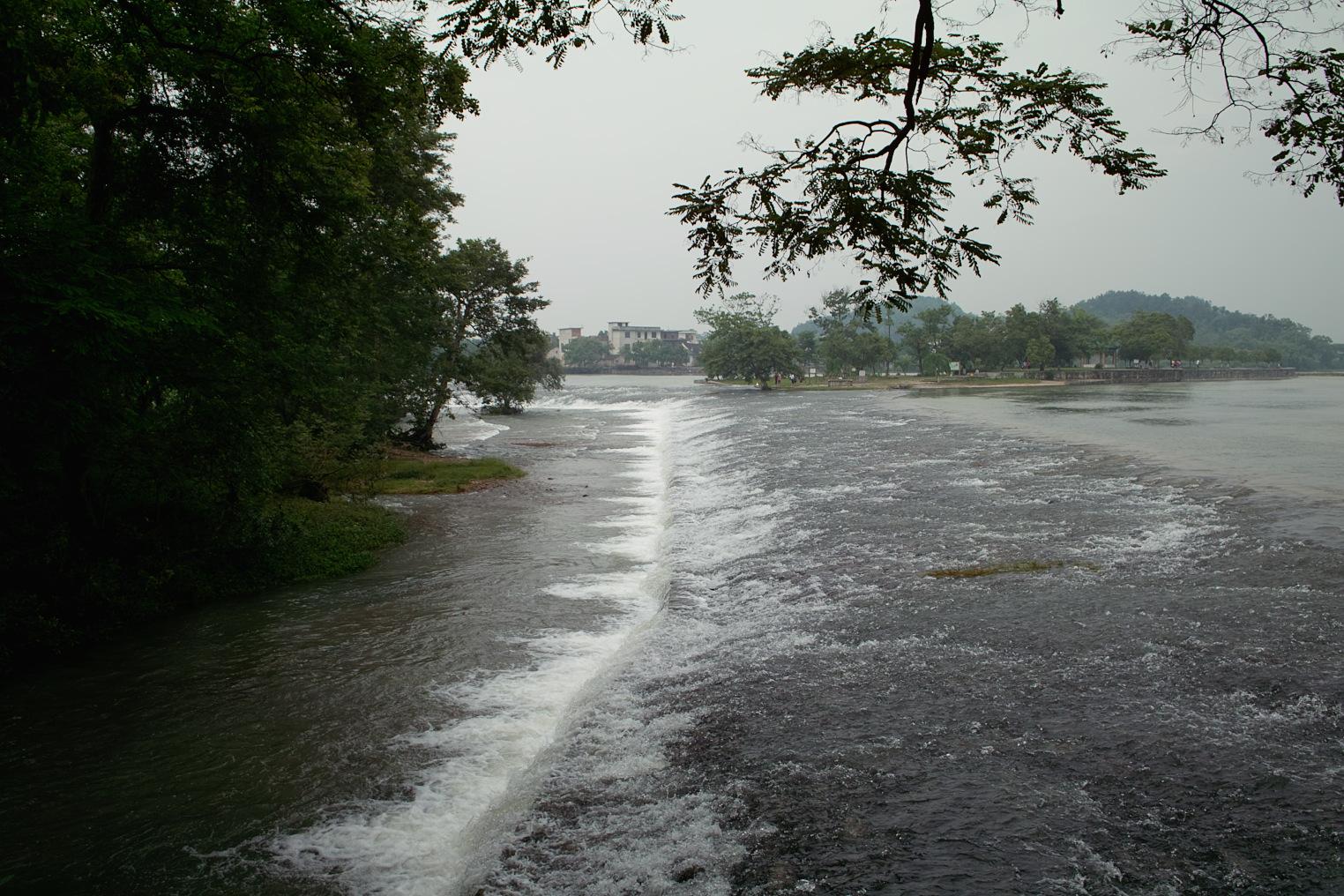
Lingqu-Kanal

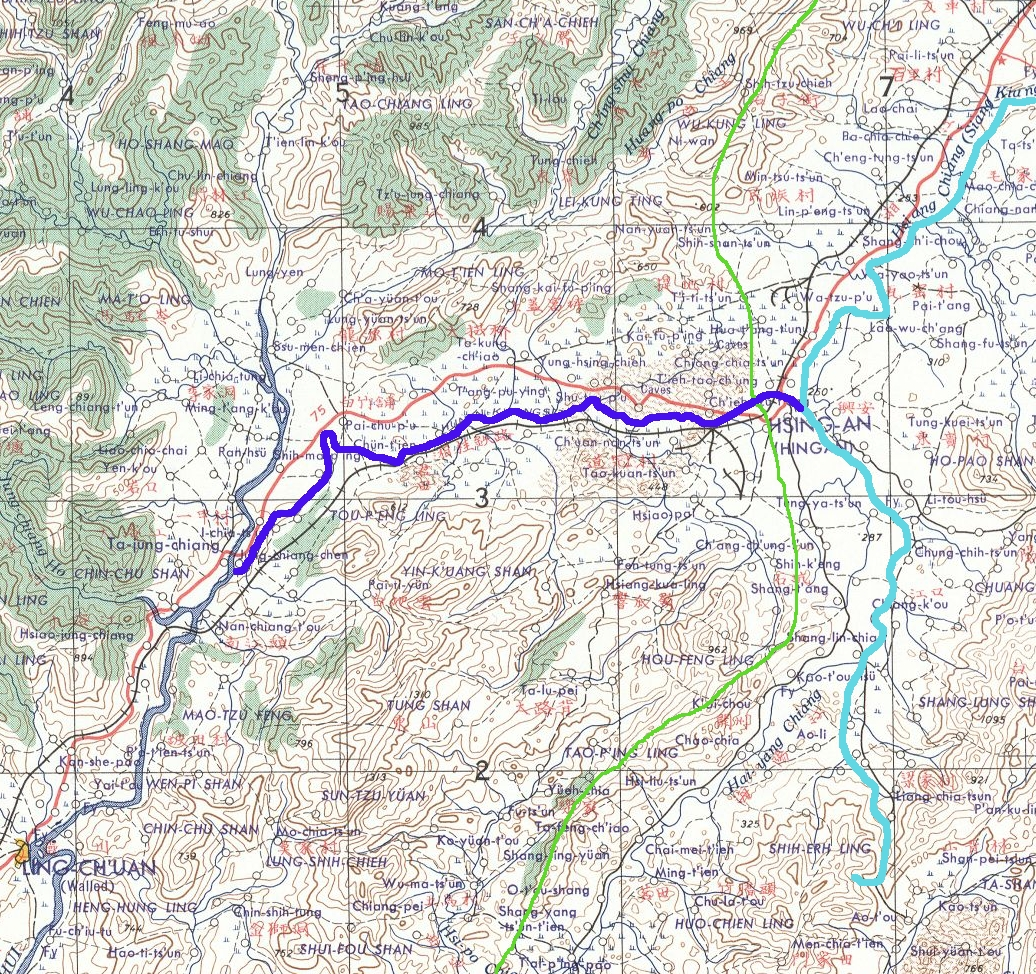
Der Lingqu-Kanal (dunkelblau) verbindet die Flüsse Xiang (hellblau, im Osten) und Li (graublau, im Westen). Die grüne Linie zeigt die Wasserscheide der beiden Flüsse.

Der Magische Kanal (chinesisch 靈渠 / 灵渠, Pinyin Líng Qú – „Seelen-Kanal“) ist ein insgesamt 32 Kilometer langer, 4,5 m breiter und 1 m tiefer Kanal im Kreis Xing’an  bei Guilin aus der Zeit Qin Shihuangdis.
Baubeginn war 223 v. Chr., die Fertigstellung des  Kanalsystems erfolgte ca. im 1. Jahrhundert. 
Der Kanal führt in unebenem Gelände entlang der Höhenlinien eines Bergsattels. Der Name drückt eine gewisse Ehrfurcht der alten Chinesen vor dem Kanal aus (angeblich blaue Schlangen als Sendboten eines Drachen).
Der Kanal verbindet zwei entgegengesetzt fließende Flüsse, den vom Haiyangshan aus nordwärts fließenden Xiang Jiang und den südwärts fließenden Li Jiang. Dadurch entstand aller Wahrscheinlichkeit nach ein ununterbrochener Transportweg vom Jangtsekiang über den Xiang, Magischen Kanal, Li und den Westfluss bis hinunter zum heutigen Kanton.
Die beiden Flüsse Xiang und Li mussten zunächst durch Kanalarbeiten schiffbar gemacht werden (unter anderem die Verminderung des Gefälles des Xiang). Sie konnten auch nicht einfach direkt miteinander verbunden werden. Das wurde mit einem künstlichen Hügel in Form einer Schnauze gelöst, welcher den Xiang teilte. Zusätzlich wurde ein Teil des Wassers durch mehrere Überlaufrinnen abgeleitet und so die Strömungskraft im Kanal weiter gemindert. Letztlich standen nur ein Drittel des Xiang-Wassers für den Kanal zur Verfügung. Der Magische Kanal wurde auf beiden Seiten von Dämmen und Steinmauern eingefasst und konnte auf Brücken überquert werden.
Der Kanal wurde durch den Inspektor Shi Lu projektiert und diente zunächst der Truppenversorgung mit Korn beim Angriff des Kaisers Qin Shihuangdi auf die hundert Stämme der Yue im heutigen Guangdong (219 v. Chr., Kommandanten (Zhao) Tuo und Tu Zhu). Er blieb mit kurzen Unterbrechungen nach dem Untergang der Han-Dynastie bis heute in Benutzung. Im Laufe der Jahrhunderte wurde er mit Klappwehren und Schleusen ausgestattet.
Seit 1988 steht der Kanal auf der Liste der Denkmäler der Volksrepublik China (3-54).